# Zagora-Mouressio
Zagora-Mouressio (in greco Ζαγορά-Μουρέσι?) è un comune della Grecia situato nella periferia della Tessaglia (unità periferica della Magnesia) con 6449 abitanti secondo i dati del censimento 2001
Il comune è stato istituito a seguito della riforma amministrativa detta Programma Callicrate in vigore dal gennaio 2011 che ha abolito le prefetture e accorpato numerosi comuni. In particolare, è nato dalla fusione di Zagora e Mouresi.